# Laguna di Songor
La laguna di Songor (in inglese Songor Lagoon) è una zona umida situata nella parte meridionale del Ghana e più precisamente nella parte orientale della regione della Grande Accra ad est dell'estuario del fiume Volta. Insieme alla laguna di Keta è una delle due zone umide principali del paese.
Parte della laguna e dell'area circostante sono classificate come zona umida di importanza internazionale dalla Convenzione di Ramsar. La laguna è inoltre classificata Important Bird and Biodiversity Area.
L'area è costituita da zone di acque basse, banchi di sabbia, dune, brevi corsi d'acqua, isolotti, saline, spiagge sabbiose e aree alluvionali, diversi brevi corsi d'acqua alimentano la laguna. La separa dall'Oceano Atlantico un braccio di dune sabbiose sul quale si trovano alcuni piccoli insediamenti. La profondità massima delle acque all'interno della laguna è di 50 cm.

## Flora
La vegetazione è costituita da specie erbose tipiche della palude tra le quali le mangrovie della specie Avicennia, allontanandosi dalla laguna la vegetazione è quella della savana costiera, le attività economiche intorno alla laguna sono agricole, pesca e produzione di sale.

## Fauna
La laguna è un'area di nidificazione di diverse specie di uccelli marini tra i quali le sterne che nei mesi di settembre e ottobre superano le 50.000 presenze, il sito è il principale luogo di nidificazione della sterna di Dougall in Ghana. Tra le altre specie presenti l'airone, l'egretta, l'avocetta comune e altre specie marine.
L'area è inoltre zona di tartarughe marine delle specie a rischio Lepidochelys olivacea, Dermochelys coriacea e, meno diffusa, Chelonia mydas.

## Fattori di rischio
L'area umida si sta progressivamente riducendo a causa dell'utilizzo per la produzione di sale e per l'uso delle acque per l'irrigazione. L'attività tradizionale di produzione del sale, svolta con mezzi artigianali è stata via via industrializzata accordando concessioni per lo sfruttamento dell'area a grandi aziende private, questo ha creato tensioni con la popolazione locale.